# Llista de topònims de Barberà de la Conca
Llista de topònims (noms propis de lloc) del municipi de Barberà de la Conca, a la Conca de Barberà
Informació actualitzada per un bot. Els canvis manuals es perdran quan s'actualitzi!

## cabana
| imatge | Nom              | Ubicat a            | instància de | Detalls | coordenades                                                         | Protecció | Commons (més fotos) | Dades a WD                    |
| ------ | ---------------- | ------------------- | ------------ | ------- | ------------------------------------------------------------------- | --------- | ------------------- | ----------------------------- |
|        | era del Fonso    | Barberà de la Conca | cabana       |         | 41° 24′ 06″ N, 1° 13′ 21″ E / 41.4016209138292°N,1.22239719602038°E |           |                     | Modifica les dades a Wikidata |
|        | era del Marquet  | Barberà de la Conca | cabana       |         | 41° 25′ 01″ N, 1° 14′ 23″ E / 41.416869°N,1.239632°E 459 msnm       |           |                     | Modifica les dades a Wikidata |
|        | era del Serrador | Barberà de la Conca | cabana       |         | 41° 23′ 52″ N, 1° 14′ 43″ E / 41.397756740088°N,1.2452199025153°E   |           |                     | Modifica les dades a Wikidata |
|        | era del Xaconet  | Barberà de la Conca | cabana       |         | 41° 24′ 13″ N, 1° 14′ 46″ E / 41.403502°N,1.246228°E 454 msnm       |           |                     | Modifica les dades a Wikidata |
|        | les Eres         | Barberà de la Conca | cabana       |         | 41° 24′ 50″ N, 1° 13′ 42″ E / 41.4139431116612°N,1.2282709467113°E  |           |                     | Modifica les dades a Wikidata |

## corral
| imatge | Nom                  | Ubicat a            | instància de | Detalls | coordenades                                                         | Protecció | Commons (més fotos) | Dades a WD                    |
| ------ | -------------------- | ------------------- | ------------ | ------- | ------------------------------------------------------------------- | --------- | ------------------- | ----------------------------- |
|        | Hostal del Rovira    | Barberà de la Conca | corral       |         | 41° 24′ 41″ N, 1° 15′ 46″ E / 41.4114694676314°N,1.26273582181103°E |           |                     | Modifica les dades a Wikidata |
|        | corral del Guineu    | Barberà de la Conca | corral       |         | 41° 24′ 40″ N, 1° 14′ 27″ E / 41.4112184123839°N,1.24088363268942°E |           |                     | Modifica les dades a Wikidata |
|        | corral del Molineret | Barberà de la Conca | corral       |         | 41° 23′ 11″ N, 1° 14′ 16″ E / 41.3864123797114°N,1.23790485971845°E |           |                     | Modifica les dades a Wikidata |

## edifici
| imatge | Nom                                      | Ubicat a            | instància de | Detalls                                                             | coordenades                                                                           | Protecció                                            | Commons (més fotos)                      | Dades a WD                    |
| ------ | ---------------------------------------- | ------------------- | ------------ | ------------------------------------------------------------------- | ------------------------------------------------------------------------------------- | ---------------------------------------------------- | ---------------------------------------- | ----------------------------- |
|        | Abadia de Barberà de la Conca            | Barberà de la Conca | edifici      | Estil: arquitectura popular                                         | 41° 24′ 40″ N, 1° 13′ 42″ E / 41.411062°N,1.228337°E                                  | bé integrant del patrimoni cultural català           | Abadia de Barberà de la Conca            | Modifica les dades a Wikidata |
|        | Casa de la Societat                      | Barberà de la Conca | edifici      | Estil: arquitectura eclèctica                                       | 41° 24′ 44″ N, 1° 13′ 33″ E / 41.412173°N,1.225875°E ca:Carrer de la Societat         | bé cultural d'interès local                          | Casa de la Societat de Barberà           | Modifica les dades a Wikidata |
|        | Celler Cooperatiu de Barberà de la Conca | Barberà de la Conca | edifici      | Arquitecte: Cèsar Martinell i Brunet Estil: arquitectura modernista | 41° 24′ 36″ N, 1° 13′ 39″ E / 41.409997°N,1.22743°E ca:Carrer del Comerç, 20 436 msnm | bé d'interès cultural bé cultural d'interès nacional | Celler Cooperatiu de Barberà de la Conca | Modifica les dades a Wikidata |
|        | Celler de la Societat de Barberà         | Barberà de la Conca | edifici      | Estil: arquitectura popular                                         | 41° 24′ 34″ N, 1° 13′ 18″ E / 41.4094°N,1.22164°E                                     | bé integrant del patrimoni cultural català           | Celler de la Societat de Barberà         | Modifica les dades a Wikidata |
|        | Magatzem de Cal Civit                    | Barberà de la Conca | edifici      |                                                                     | 41° 24′ 36″ N, 1° 13′ 44″ E / 41.410118°N,1.228769°E                                  | bé cultural d'interès local                          |                                          | Modifica les dades a Wikidata |
|        | Rentador de la Bessonera                 | Barberà de la Conca | edifici      |                                                                     |                                                                                       | bé cultural d'interès local                          |                                          | Modifica les dades a Wikidata |

## entitat singular de població
| imatge | Nom                 | Ubicat a            | instància de                                   | Detalls | coordenades                                                       | Protecció | Commons (més fotos)          | Dades a WD                    |
| ------ | ------------------- | ------------------- | ---------------------------------------------- | ------- | ----------------------------------------------------------------- | --------- | ---------------------------- | ----------------------------- |
|        | Barberà de la Conca | Barberà de la Conca | entitat singular de població capital municipal | 466 hab | 41° 24′ 43″ N, 1° 13′ 41″ E / 41.41182771°N,1.22806125°E 456 msnm |           |                              | Modifica les dades a Wikidata |
|        | Ollers              | Barberà de la Conca | entitat singular de població                   | 14 hab  | 41° 26′ 01″ N, 1° 13′ 05″ E / 41.43365278°N,1.21810833°E 443 msnm |           | Ollers (Barberà de la Conca) | Modifica les dades a Wikidata |

## església
| imatge | Nom                                 | Ubicat a            | instància de | Detalls                     | coordenades                                                         | Protecció                                  | Commons (més fotos)                 | Dades a WD                    |
| ------ | ----------------------------------- | ------------------- | ------------ | --------------------------- | ------------------------------------------------------------------- | ------------------------------------------ | ----------------------------------- | ----------------------------- |
|        | Antiga església parroquial d'Ollers | Barberà de la Conca | església     | Estil: arquitectura barroca | 41° 26′ 00″ N, 1° 13′ 08″ E / 41.4334°N,1.21875°E 439 msnm          | bé integrant del patrimoni cultural català | Antiga església parroquial d'Ollers | Modifica les dades a Wikidata |
|        | Mas del Bernat                      | Barberà de la Conca | església     |                             | 41° 23′ 46″ N, 1° 14′ 03″ E / 41.3960297263119°N,1.23423601944209°E |                                            |                                     | Modifica les dades a Wikidata |
|        | Santa Maria d'Ollers                | Barberà de la Conca | església     | Estil: arquitectura popular | 41° 26′ 02″ N, 1° 13′ 08″ E / 41.4339°N,1.2188°E                    | bé integrant del patrimoni cultural català | Santa Maria d'Ollers                | Modifica les dades a Wikidata |
|        | Santa Maria de Barberà de la Conca  | Barberà de la Conca | església     | Estil: barroc               | 41° 24′ 39″ N, 1° 13′ 45″ E / 41.4108°N,1.22908°E                   | bé cultural d'interès local                | Santa Maria de Barberà de la Conca  | Modifica les dades a Wikidata |

## font
| imatge | Nom                 | Ubicat a            | instància de | Detalls                                  | coordenades                                                                           | Protecció                   | Commons (més fotos)              | Dades a WD                    |
| ------ | ------------------- | ------------------- | ------------ | ---------------------------------------- | ------------------------------------------------------------------------------------- | --------------------------- | -------------------------------- | ----------------------------- |
|        | Font Gitarda        | Barberà de la Conca | font         |                                          |                                                                                       | bé cultural d'interès local |                                  | Modifica les dades a Wikidata |
|        | Font Vella          | Barberà de la Conca | font         | Estil: arquitectura barroca 18th century | 41° 24′ 47″ N, 1° 13′ 41″ E / 41.413062°N,1.228073°E ca:Pl. de la Font Vella 440 msnm | bé cultural d'interès local | Font Vella (Barberà de la Conca) | Modifica les dades a Wikidata |
|        | font Gitarda        | Barberà de la Conca | font         |                                          | 41° 24′ 55″ N, 1° 14′ 04″ E / 41.4151830763381°N,1.23451890310532°E                   |                             |                                  | Modifica les dades a Wikidata |
|        | font d'Ollers       | Barberà de la Conca | font         |                                          | 41° 25′ 37″ N, 1° 13′ 05″ E / 41.427062812448°N,1.2181031109297°E                     |                             |                                  | Modifica les dades a Wikidata |
|        | font de l'Aubi      | Barberà de la Conca | font         |                                          | 41° 25′ 19″ N, 1° 14′ 40″ E / 41.42206557781°N,1.2445654468328°E                      |                             |                                  | Modifica les dades a Wikidata |
|        | font de l'Hort Vell | Barberà de la Conca | font         |                                          | 41° 24′ 31″ N, 1° 14′ 37″ E / 41.408542428203°N,1.24373324950802°E                    |                             |                                  | Modifica les dades a Wikidata |

## indret
| imatge | Nom           | Ubicat a                      | instància de | Detalls | coordenades                                                | Protecció | Commons (més fotos) | Dades a WD                    |
| ------ | ------------- | ----------------------------- | ------------ | ------- | ---------------------------------------------------------- | --------- | ------------------- | ----------------------------- |
|        | Montornès     | Barberà de la Conca Montblanc | indret       |         | 41° 23′ 18″ N, 1° 13′ 03″ E / 41.388466°N,1.217448°E       |           |                     | Modifica les dades a Wikidata |
|        | Pla d'Anguera | Sarral Barberà de la Conca    | indret       |         | 41° 25′ 22″ N, 1° 14′ 15″ E / 41.4227°N,1.23755°E 460 msnm |           |                     | Modifica les dades a Wikidata |

## masia
| imatge | Nom              | Ubicat a            | instància de | Detalls | coordenades                                                         | Protecció | Commons (més fotos) | Dades a WD                    |
| ------ | ---------------- | ------------------- | ------------ | ------- | ------------------------------------------------------------------- | --------- | ------------------- | ----------------------------- |
|        | Botet del Negret | Barberà de la Conca | masia        |         | 41° 24′ 08″ N, 1° 13′ 10″ E / 41.4021690777223°N,1.21940354850357°E |           |                     | Modifica les dades a Wikidata |
|        | Mas Danda        | Barberà de la Conca | masia        |         | 41° 23′ 29″ N, 1° 14′ 43″ E / 41.3913987018692°N,1.24532934672887°E |           |                     | Modifica les dades a Wikidata |
|        | Mas del Bellver  | Barberà de la Conca | masia        |         | 41° 24′ 16″ N, 1° 13′ 19″ E / 41.4043896678061°N,1.22204656571726°E |           |                     | Modifica les dades a Wikidata |
|        | Mas del Civit    | Barberà de la Conca | masia        |         | 41° 24′ 04″ N, 1° 13′ 16″ E / 41.400990718388°N,1.2212081871678°E   |           |                     | Modifica les dades a Wikidata |
|        | Mas del Marquet  | Barberà de la Conca | masia        |         | 41° 25′ 01″ N, 1° 14′ 23″ E / 41.4170182801727°N,1.23966218004108°E |           |                     | Modifica les dades a Wikidata |
|        | Mas del Nofre    | Barberà de la Conca | masia        |         | 41° 23′ 53″ N, 1° 15′ 23″ E / 41.3980954421595°N,1.25628576143044°E |           |                     | Modifica les dades a Wikidata |
|        | Mas del Pelat    | Barberà de la Conca | masia        |         | 41° 24′ 10″ N, 1° 12′ 05″ E / 41.4028267322506°N,1.20146534328775°E |           |                     | Modifica les dades a Wikidata |
|        | Mas del Serrador | Barberà de la Conca | masia        |         | 41° 23′ 48″ N, 1° 14′ 38″ E / 41.3965906790524°N,1.24381408476537°E |           |                     | Modifica les dades a Wikidata |
|        | Mas del Xaconet  | Barberà de la Conca | masia        |         | 41° 24′ 12″ N, 1° 14′ 46″ E / 41.4034068923083°N,1.24603506695601°E |           |                     | Modifica les dades a Wikidata |
|        | el Maçó          | Barberà de la Conca | masia        |         | 41° 25′ 55″ N, 1° 12′ 48″ E / 41.4319353452563°N,1.21346778411114°E |           |                     | Modifica les dades a Wikidata |

## molí d'aigua
| imatge | Nom              | Ubicat a            | instància de | Detalls                     | coordenades                                          | Protecció                                  | Commons (més fotos)                    | Dades a WD                    |
| ------ | ---------------- | ------------------- | ------------ | --------------------------- | ---------------------------------------------------- | ------------------------------------------ | -------------------------------------- | ----------------------------- |
|        | Els Molinots     | Barberà de la Conca | molí d'aigua | Estil: arquitectura popular | 41° 25′ 26″ N, 1° 12′ 43″ E / 41.424021°N,1.211972°E | bé integrant del patrimoni cultural català |                                        | Modifica les dades a Wikidata |
|        | Molí de l'Amorós | Barberà de la Conca | molí d'aigua | Estil: arquitectura popular | 41° 24′ 15″ N, 1° 12′ 00″ E / 41.4042°N,1.20011°E    | bé cultural d'interès local                | Molí de l'Amorós (Barberà de la Conca) | Modifica les dades a Wikidata |
|        | Molí del Guineu  | Barberà de la Conca | molí d'aigua | Estil: arquitectura popular | 41° 25′ 00″ N, 1° 13′ 28″ E / 41.416738°N,1.224573°E | bé integrant del patrimoni cultural català | Molí del Guineu                        | Modifica les dades a Wikidata |
|        | Molí del Roc     | Barberà de la Conca | molí d'aigua | Estil: arquitectura popular |                                                      | bé integrant del patrimoni cultural català |                                        | Modifica les dades a Wikidata |
|        | Molí del Sec     | Barberà de la Conca | molí d'aigua | Estil: arquitectura popular | 41° 24′ 19″ N, 1° 12′ 12″ E / 41.405233°N,1.203348°E | bé integrant del patrimoni cultural català |                                        | Modifica les dades a Wikidata |

## muntanya
| imatge | Nom                  | Ubicat a                                  | instància de | Detalls | coordenades                                                         | Protecció | Commons (més fotos) | Dades a WD                    |
| ------ | -------------------- | ----------------------------------------- | ------------ | ------- | ------------------------------------------------------------------- | --------- | ------------------- | ----------------------------- |
|        | Muntanya de Conill   | Cabra del Camp Sarral Barberà de la Conca | muntanya     |         | 41° 24′ 53″ N, 1° 16′ 45″ E / 41.4148°N,1.2793°E 694.1 msnm         |           |                     | Modifica les dades a Wikidata |
|        | Tossal Gros d'Ollers | Barberà de la Conca                       | muntanya     |         | 41° 26′ 26″ N, 1° 13′ 01″ E / 41.44056111°N,1.21689583°E 534.9 msnm |           |                     | Modifica les dades a Wikidata |
|        | Tossal del Pelut     | Barberà de la Conca                       | muntanya     |         | 41° 23′ 26″ N, 1° 12′ 50″ E / 41.3906°N,1.21401°E 724 msnm          |           |                     | Modifica les dades a Wikidata |
|        | els Ullastres        | Barberà de la Conca Pira                  | muntanya     |         | 41° 26′ 00″ N, 1° 11′ 58″ E / 41.4334°N,1.19953°E 514.3 msnm        |           |                     | Modifica les dades a Wikidata |

## pont
| imatge | Nom                         | Ubicat a            | instància de | Detalls                     | coordenades                                                                   | Protecció                   | Commons (més fotos) | Dades a WD                    |
| ------ | --------------------------- | ------------------- | ------------ | --------------------------- | ----------------------------------------------------------------------------- | --------------------------- | ------------------- | ----------------------------- |
|        | Pont d'Ollers               | Barberà de la Conca | pont         | Estil: arquitectura popular | 41° 25′ 50″ N, 1° 13′ 13″ E / 41.4305°N,1.22014°E ca:Camí de Barberà a Ollers | bé cultural d'interès local | Pont d'Ollers       | Modifica les dades a Wikidata |
|        | Pont de la Rasa del Barbens | Barberà de la Conca | pont         |                             | 41° 24′ 53″ N, 1° 14′ 25″ E / 41.4147324968894°N,1.24038198782551°E           |                             |                     | Modifica les dades a Wikidata |
|        | Pont del Patacó             | Barberà de la Conca | pont         |                             | 41° 24′ 20″ N, 1° 13′ 25″ E / 41.4054327167854°N,1.2236810184313°E            |                             |                     | Modifica les dades a Wikidata |

## Misc
| imatge | Nom                                                  | Ubicat a                                  | instància de      | Detalls                                                                   | coordenades | Protecció                                            | Commons (més fotos)                               | Dades a WD                    |
| ------ | ---------------------------------------------------- | ----------------------------------------- | ----------------- | ------------------------------------------------------------------------- | --- | ---------------------------------------------------- | ------------------------------------------------- | ----------------------------- |
|        | Abeurador i safareig públic                          | Barberà de la Conca                       | safareig          | 18th century                                                              | 41° 24′ 48″ N, 1° 13′ 41″ E / 41.413222222222224°N,1.2279444444444445°E ca:Carrer de la Societat, Raval de les Eres 441 msnm | bé cultural d'interès local                          | Abeurador i safareig públic (Barberà de la Conca) | Modifica les dades a Wikidata |
|        | Agropecuària Alt Camp                                | Barberà de la Conca                       | granja            |                                                                           | 41° 24′ 27″ N, 1° 13′ 14″ E / 41.407545255688°N,1.22050094826561°E                                                           |                                                      |                                                   | Modifica les dades a Wikidata |
|        | Anguera                                              | Sarral Barberà de la Conca Pira Montblanc | curs d'aigua      | Desemboca: Francolí Llarg: 17.7km                                         | 41° 26′ 48″ N, 1° 19′ 10″ E / 41.446774°N,1.319347°E 41° 22′ 00″ N, 1° 10′ 54″ E / 41.366528°N,1.18168°E                     |                                                      | Riu Anguera                                       | Modifica les dades a Wikidata |
|        | Cal Cavaller                                         | Barberà de la Conca                       | casa              | Estil: arquitectura popular                                               | 41° 26′ 03″ N, 1° 13′ 07″ E / 41.434102°N,1.218621°E                                                                         | bé integrant del patrimoni cultural català           |                                                   | Modifica les dades a Wikidata |
|        | Castell de Barberà                                   | Barberà de la Conca                       | castell           | Estil: arquitectura romànica                                              | 41° 24′ 41″ N, 1° 13′ 38″ E / 41.4114°N,1.22717°E 480 msnm                                                                   | bé d'interès cultural bé cultural d'interès nacional | Castell de Barberà de la Conca                    | Modifica les dades a Wikidata |
|        | Portal de Baix                                       | Barberà de la Conca                       | porta de ciutat   |                                                                           | 41° 24′ 38″ N, 1° 13′ 34″ E / 41.410664°N,1.226001°E                                                                         | bé cultural d'interès local                          |                                                   | Modifica les dades a Wikidata |
|        | Porxo del Promasó                                    | Barberà de la Conca                       | porxe             | Estil: arquitectura popular                                               | 41° 24′ 40″ N, 1° 13′ 42″ E / 41.411235°N,1.228216°E                                                                         | bé cultural d'interès local                          |                                                   | Modifica les dades a Wikidata |
|        | Torre d'Ambigats                                     | Barberà de la Conca                       | torre de defensa  | Estil: arquitectura romànica                                              | 41° 23′ 33″ N, 1° 14′ 02″ E / 41.392459°N,1.233784°E ca:Camí de Barberà a Prenafeta, partida d'Embigats 478 msnm             | bé d'interès cultural bé cultural d'interès nacional | Torre d'Ambigats                                  | Modifica les dades a Wikidata |
|        | casa consistorial de Barberà de la Conca             | Barberà de la Conca                       | casa consistorial |                                                                           | 41° 24′ 39″ N, 1° 13′ 39″ E / 41.4107885°N,1.2274645°E                                                                       |                                                      |                                                   | Modifica les dades a Wikidata |
|        | creu de terme de la Font Vella (Barberà de la Conca) | Barberà de la Conca                       | creu de terme     |                                                                           | 41° 24′ 47″ N, 1° 13′ 41″ E / 41.41313667699809°N,1.2280405446344695°E                                                       |                                                      |                                                   | Modifica les dades a Wikidata |
|        | pi del Xaconet                                       | Barberà de la Conca                       | arbre singular    | Taxon: pi blanc (Pinus halepensis) Ample: 17.7m Alt: 17m Perímetre: 4.13m | 41° 24′ 13″ N, 1° 14′ 47″ E / 41.403609°N,1.246317°E ca:era del Xaconet 453 msnm                                             | arbre monumental                                     | Pi del Xaconet                                    | Modifica les dades a Wikidata |
|        | pou d'Ollers                                         | Barberà de la Conca                       | pou               | Estil: arquitectura popular 18th century                                  | 41° 26′ 02″ N, 1° 13′ 05″ E / 41.4338°N,1.2181°E ca:C. de l'Església, Ollers 439 msnm                                        | bé integrant del patrimoni cultural català           | Pou d'Ollers                                      | Modifica les dades a Wikidata |